# Paideros (Vasenmaler)
Paideros (altgriechisch Παιδέρος) war ein attisch-schwarzfiguriger Vasenmaler, tätig in der zweiten Hälfte des 6. Jahrhunderts v. Chr. in Athen.
Er ist nur durch seine Signatur auf einem fragmentarisch erhaltenen Teller von der Athener Agora (jetzt Athen, Agora-Museum P 2325C; AP 1859A-B) mit der Darstellung der Athena bekannt, der auch vom Töpfer Sotes signiert wurde.